# Lasshammar
Lasshammar är en bebyggelse nordost om Stenungsund och västet om E6 i Ödsmåls socken i Stenungsunds kommun. Från 2015 avgränsar SCB här en småort.